# České znění seriálu Simpsonovi
České znění seriálu Simpsonovi je vysíláno v Česku a Slovensku. V Česku vysílá seriál Simpsonovi v českém znění televizní stanice Prima Cool (do roku 2010 ČT1 a ČT2).

## Český dabing
Premiéra Simpsonových v Česku s českým dabingem proběhla 8. ledna 1993, kdy byl vysílán první díl Simpsonových na kanálu ČT1. Režie českého znění všech řad se ujal Zdeněk Štěpán. Do 27. řady dabovala Lízu Simpsonovou herečka Helena Štáchová, ale kvůli zdravotním důvodům musela dabing seriálu ukončit. Ve 28. řadě ji nahradila herečka Ivana Korolová. Vlastimil Bedrna skončil s dabingem Homera Simpsona ve 12. řadě z důvodu těžkého úrazu a nahradil jej jeho jmenovec, Vlastimil Zavřel. Bedřich Šetena seriál daboval do 26. řady, poté jej z důvodu jeho úmrtí nahradil Jan Vlasák. Postavu Kenta Brockmana do 26. řady daboval Vladimír Fišer, který zemřel, a nahradil jej Jaromír Meduna.
Do 21. řady se na překládání seriálu do češtiny vystřídala celá řada překladatelů. Od té doby jej překládá Vojtěch Kostiha.
Matt Groening, tvůrce animovaného seriálu Simpsonovi, údajně označil český dabing za jeden z nejlepších dabingů vůbec. O této údajné pochvale informovala média jako CNN Prima News, Fandíme seriálům, Refresher či Český rozhlas. Web Manipulátoři.cz, který se zabývá ověřováním faktů, uvedl, že toto tvrzení vypadá jako fáma. Jejich redakce prohledala všechny články s tímto tvrzením od roku 2002 do roku 2021 a v žádném z nich údajně nebylo uvedeno, kdy a při jaké příležitosti toto Groening prohlásil.
| Dabéři | Postavy                             |
| --- | ----------------------------------- |
| Vlastimil Bedrna (1.–12. řada) Vlastimil Zavřel (od 13. řady)                                                    | Homer Simpson                       |
| Jiří Lábus | Marge Simpsonová                    |
| Martin Dejdar | Bart Simpson                        |
| Helena Štáchová (1.–27. řada) Ivana Korolová (od 28. řady)                                                       | Líza Simpsonová, Maggie Simpsonová  |
| Dalimil Klapka (1.–33. řada) Bohuslav Kalva (32. řada) Jiří Knot (od 33. řady)                                   | Abraham Simpson                     |
| Dalimil Klapka (1.–31. řada) Petr Stach (od 32. řady)                                                            | Seymour Skinner                     |
| Jindřich Hinke (1.–7. řada) Josef Carda (od 8. řady)                                                             | Lenny Leonard                       |
| Jaroslav Horák (od 8. řady)                                                                                      | Carl Carlson                        |
| Bedřich Šetena (1.–26. řada) Jan Vlasák (od 26. řady)                                                            | Montgomery Burns                    |
| Jiří Havel (1.řada) Bohdan Tůma (od 2. řady) Zdeněk Štěpán (některé díly 6. řady)                                | Clancy Wiggum                       |
| Jaroslav Pešice (1.–5. řada) Roman Mihina (6.–11. řada) Zdeněk Dolanský (12.–23. řada) Bohdan Tůma (od 24. řady) | Reverend Lovejoy                    |
| Zdeněk Hess (4.–30. řada) Jaromír Meduna (od 31. řady)                                                           | školník Willie, Tlustý Tony         |
| Vladimír Fišer (1.–26. řada) Jaromír Meduna (od 27. řady)                                                        | Kent Brockman                       |
| Jiří Havel (1.–33. řada) Ondřej Brzobohatý (34. řada)                                                            | Ned Flanders                        |
| Libor Terš (1.–7. řada) Pavel Tesař (od 7. řady)                                                                 | Milhouse Van Houten, profesor Frink |
| Jan Kotva (1. řada) Libor Terš (2. a 3. řada) Jan Vondráček (od 3. řady)                                         | Vočko Szyslak                       |
| Miroslav Saic (1.–24. řada) Bohdan Tůma (od 25. řady)                                                            | Barney Gumble                       |
| Blanka Zdichyncová (1.–25. řada)                                                                                 | Edna Krabappelová (1.–25. řada)     |
| Bohuslav Kalva (od 2. řady)                                                                                      | Julius Dlaha                        |
| Jaromír Meduna (od 1. řady)                                                                                      | Levák Bob                           |
| Zdeněk Štěpán (od 1. řady)                                                                                       | Patty Bouvierová                    |
| Jaroslava Kretschmerová (od 1. řady)                                                                             | Selma Bouvierová                    |
| Jan Kuželka (1.–3. řada) Mojmír Maděrič (od 4. řady)                                                             | Waylon Smithers, Kirk Van Houten    |
| Pavel Vondra (1. řada) Vítězslav Bouchner (2.–29 řada)                                                           | Apu Nahasapeemapetilon (1.–29 řada) |
| Stanislav Lehký                                                                                                  | Kearney Zzyzwicz                    |
| Martin Janouš | Ralph Wiggum                        |
| Milan Slepička (12.–34. řada)                                                                                    | Gary Chalmers                       |
| Ivo Novák | Jimbo Jones                         |
| Jiří Bruder Stanislav Lehký                                                                                      | Šáša Krusty                         |
| Jaroslav Pešice (1. řada) Jan Hanžlík (2.–15. řada) Milan Slepička (5, 16.–34. řada)                             | Starosta Quimby                     |
| Martin Velda | Popisový hlas a vypravěč            |
| Ludmila Molínová                                                                                                 | Agnes Skinnerová                    |
| Radovan Vaculík                                                                                                  | Nelson Muntz                        |
| Antonín Molčík (1.–6. řada)                                                                                      | Marvin Monroe (1.–6. řada)          |

## Změny oproti verzi vysílané ve Spojených státech
V českém znění je nahrazen anglický dabing za český. Také je odstraněno úvodní hodnocení pořadu (které je ve Spojených státech běžné). Texty (např. názvy akcí) v angličtině jsou nadabovány tzv. hlasem nebo je překlad uveden v titulku. Písně, které zpívají postavy v seriálu, jsou obvykle buď nazpívány do češtiny, nebo je ponechána anglická verze písně s českým překladem.